# San Cosme megye
San Cosme egy megye Argentínában, Corrientes tartományban. A megye székhelye San Cosme.

## Települések
Önkormányzatok és települések (Municipios y comunas)
- San Cosme
- Paso de la Patria
- Santa Ana de los Huácaras